# Mokvi
Mokvi (en georgiano: მოქვი; en abjasio: Myқә, romanizado: Mokva) es un pueblo que pertenece a la parcialmente reconocida República de Abjasia, dentro del distrito de Ochamchira, aunque de iure es parte del municipio de Ochamchire de la República Autónoma de Abjasia de Georgia.

## Geografía
El pueblo está situado en el río Mokvi y su distancia a Ochamchire es de 17 km. Al norte, el pueblo limita con los pueblos de Chlou y Tjina, al este con el pueblo de Yali, al oeste con el pueblo de Kochara; y al sur con los pueblos de Beslajuba, Merkula y Aradu. Las aldeas de Adzibzhara y Ayazhvi están bajo la administración del pueblo.

## Historia
Mokvi es uno de los pueblos más grandes del distrito de Ochamchire y es el centro del área histórica de Abzhua. En el centro de la ciudad hay una iglesia ortodoxa medieval construida por el rey León III de Abjasia. en la segunda mitad del siglo X. Muchas personalidades importantes están enterradas aquí, sobre todo relacionados con la familia Chachba, como el último príncipe de Abjasia, Miguel Shervashidze.

## Demografía
La evolución demográfica de Mokvi entre 1886 y 2011 fue la siguiente:
| 664                                                 | 2852 | 3570 | 3046 | 939 |
| (Fuente: Population of Abkhazia since Soviet times) |      |      |      |     |

Mokvi llegó a un máximo de población en tiempos soviéticos, como la mayoría de ciudades de Abjasia, con más de 3500 personas. La población aquí ha sido siempre mayoritariamente abjasia, hecho que se ha conservado con el paso de los años, con muchos de los residentes georgianos étnicos teniendo que partir tras la guerra.
|              | 2011      | 2011       |
| Grupo étnico | Población | Porcentaje |
| ------------ | --------- | ---------- |
| Total        | 939       | 100%       |
| Georgianos   | 60        | 6,4%       |
| Abjasios     | 798       | 85%        |
| Rusos        | 40        | 4,3%       |
| Ucranianos   | 1         | 0,1%       |
| Armenios     | 8         | 0,9%       |
| Griegos      | 1         | 0,1%       |

## Infraestructura

### Arquitectura y monumentos
El pueblo conserva una catedral ortodoxa, la catedral de Mokvi, construida a finales del reinado de León III de Abjasia (siglo X). Se le ha otorgado el estatus de monumento del patrimonio cultural de Georgia.